# Saxifraga muscoides
Saxifraga muscoides là một loài thực vật có hoa trong họ Saxifragaceae. Loài này được All. miêu tả khoa học đầu tiên năm 1773.